# 長直線
拓撲學中，長直線，或稱亞歷山德羅夫（Alexandroff）直線，是一個有點像實數線的拓撲空間，但是比實數線要「長」。長直線局部性質就如實數線，但整體性質不同，因此常用作拓撲學的基本反例。直觀地說，實數線有可數多個首尾相接的線段[0, 1)，而長直線是用不可數多個這些線段構成。

## 定義
閉長射線L定義為第一不可數序數ω1與半開區間[0, 1)的笛卡兒積，賦以自ω1 × [0, 1)上的字典序生成的序拓撲。將閉長射線除去最小元素(0,0)就得出開長射線。
長直線是將兩個方向各一條長射線合併而成。嚴格來說，長直線可以定義為反向開長射線（反向指倒轉次序）和（不反向）閉長射線的不交併上的序拓撲，令閉長射線上各點都大於反向開長射線上各點，使成為全序集。另一個做法是取兩條開長射線，將一條射線的開區間{0} × (0, 1)與另一條的同一開區間的反向等同，也就是將一條上的點(0, t)和另一條上的點(0,1 − t)等同。（其中t是實數，且0 < t < 1。）定義長直線為將兩條開長射線如此黏貼而得出的拓撲空間。第一個構造法給出長直線上的次序，並且表明長直線的拓撲是序拓撲；而等二個構造法用了黏貼開集合方法，以拓撲觀點以言較為清晰。
直觀上，閉長射線就像實（閉）半直線，但有一方向相比要長得多：其一端稱為長的，另一端稱為閉的。開長射線就像實數線（或開半直線），除了有一方向更長：其一端稱為長的，另一端稱為短（開）的。長直線比實數線兩方向都比實數線長：其兩端都稱為長的。
有很多作者將長射線（或閉或開）稱為「長直線」，對上述各種長空間的稱呼多有混淆。不過在不少反例中，這些分別都不要緊，因為反例的關鍵在於長的一端，而另一端或長或短，都無關重要。
與上述的空間相關的有（閉）擴充長射線L*，是在閉長射線L的長端加一個元素而得到L的一點緊緻化空間。同樣可以在長直線兩端各加上一個元素，得出擴充長直線。

## 性質
閉長射線L = ω1 × [0,1)包含了不可數多個[0,1)首尾「黏合」。相對而言，對任何可數序數α，黏合α個[0,1)所得的空間仍然是同胚（且序同構）於[0,1)。而如果將「多於」ω1個[0,1)黏合，得出的空間不再是局部同胚於R。
在L中的任何遞增序列都趨向L中的一個極限，因為ω1的元素是可數序數，任何由可數多個可數序數組成的族的最小上界是一個可數序數，以及在R中每個遞增有界序列都收歛。因此不存在從L到R的嚴格遞增函數。
在長射線（無論擴充與否）和長直線上的是序拓撲，因此是正規豪斯多夫空間。這些空間都與實數線等勢，但比實數線「長得多」。這些空間都是局部緊緻。沒有一個可度量化，因為長射線是序列緊緻，但非緊緻，就連林德勒夫空間也不是。
非擴充的長直線和長射線不是仿緊緻空間。這些空間是道路連通，局部道路連通，單連通，但不是可縮的。這些空間是一維拓撲流形。若是閉長射線，則為帶邊流形。這些空間是第一可數，但不是第二可數，也不是可分的。所以要求流形的定義有後兩個性質的作者，不把長直線算為流形。
長直線和長射線可以賦予（不可分）微分流形結構。不過雖然它們的拓撲流形結構唯一（拓撲上而言，只有一個方法令一條實數線在某一端「加長」），微分流形結構卻非唯一：對每個自然數k，給定長直線及長射線上任一個Ck結構，都有無限多個Ck+1或C∞結構，可以導出該Ck結構。以上性質與通常的（即是可分）流形有顯著差異，因為只要k≥1，通常的流形上的一個Ck結構就決定了唯一的C∞結構。
長直線和長射線不能賦予一個黎曼度量，以導出其拓撲。因為黎曼流形就算不假設是仿緊緻，也可以證明是可度量化。
擴充長射線L*是緊緻的，是閉長射線L的一點緊緻化，卻也是其Stone-Čech緊緻化，因為任何連續函數從（閉或開的）長射線到實數線終於會是常數。L*也是連通，但非道路連通，因為長直線「太長」，不能用一條道路覆蓋。道路就是一個區間的連續像。L* 不是流形，也不是第一可數的。